# Сялу
Сялу́ (кит. упр. 下陆, пиньинь Xiàlù) — район городского подчинения городского округа Хуанши провинции Хубэй (КНР).

## История
Исторически эти места входили в состав уезда Дае (大冶县). В 1950 году из уезда Дае был выделен город Хуанши (黄石市), напрямую подчинённый властям провинции Хубэй, а в этих местах был образован его Пригородный район (郊区). В 1979 году Пригородный район был переименован в район Сялу.

## Административное деление
Район делится на 19 микрорайонов, напрямую подчинённых районным властям, 1 уличный комитет, 1 административный комитет (管委会) и 1 туристический район (风景区服务处).